# نسيبة بنت كعب
أم عُمارةَ نَسِيبَةُ بنتُ كَعْب المازنية الأنصارية (توفيت نحو سنة 13 هـ / 634 م) هي صحابيةٌ من الخزرج، شاركت في عدد من غزَوات النبي محمد ﷺ، وبعض معارك حروب الردَّة، في القتال وإسعاف الجَرحى. اشتَهَرت بشجاعتها وبراعتها بالرمي.

## نشأتها
تنتمي أم عمارة نسيبة بنت كعب بن عمرو بن عوف بن مبذول بن عمرو بن غنم بن مازن بن النجار إلى بني الخزرج وهي القبيلة التي سكنت يثرب قبل الإسلام، وبالتحديد من بطن بني النجار أخوال عبد المطلب بن هاشم جد النبي محمد. لا يُعلم إن كان أبوها كعب بن عمرو بن عوف قد أدرك الإسلام أم لا، وكذلك الحال بالنسبة لأمها الرباب بنت عبد الله بن حبيب بن عبد حارثة بن مالك بن غضب بن جُشم بن الخزرج، وإن كان بعض المصنفين يرجحون إسلامها ومشاركتها في غزوة أحد، وتضميدها لجراح ابنتها نسيبة في تلك الغزوة. ولأم عمارة من الإخوة عبد الله وقد أسلم وشهد غزوات النبي محمد كلها، وتوفي في المدينة سنة 30 هـ، وصلى عليه الخليفة يومها عثمان بن عفان، فيما قال صاحب الطبقات أنه قُتل يوم الحرَّة، والثاني عبد الرحمن أحد البكائين الذين لم يكونوا يملكون ما يجعلهم قادرين على المشاركة في غزوة تبوك، ونزل فيهم قوله تعالى: ﴿وَلَا عَلَى الَّذِينَ إِذَا مَا أَتَوْكَ لِتَحْمِلَهُمْ قُلْتَ لَا أَجِدُ مَا أَحْمِلُكُمْ عَلَيْهِ تَوَلَّوْا وَأَعْيُنُهُمْ تَفِيضُ مِنَ الدَّمْعِ حَزَنًا أَلَّا يَجِدُوا مَا يُنْفِقُونَ ۝٩٢﴾ [التوبة:92]، كما ولّاه النبي محمد هو وعبد الله بن سلام على قطع نخيل بني النضير، وشهد باقي الغزوات مع النبي محمد، وتوفي في آخر خلافة عمر بن الخطاب.

## أسرتها
تزوجت أم عمارة قبل الإسلام زيد بن عاصم الأنصاري وهو من الصحابة الذين شهدوا بيعة العقبة وبدر ثم أحد، ولم تذكر كُتب السير والتراجم شيئًا عن وفاته، وأنجبت له ولديه حبيب الذي شهد بيعة العقبة وأحد والخندق وباقي الغزوات مع النبي محمد، وبعثه النبي محمد إلى مسيلمة بن حبيب في اليمامة لما تنبأ فقطّع مسيلمة أطرافه وألقاه في النار حتى مات لما لم يشهد لمسيلمة بالنبوة، وعبد الله الذي أجهز على مسيلمة بن حبيب بسيفه في معركة اليمامة بعد أن رماه وحشي بن حرب، وقد قُتل عبد الله يوم الحرة سنة 63 هـ. ثم تزوجت أم عمارة من بعده غزية بن عمرو الأنصاري، وكان أيضًا ممن شهد بيعة العقبة وأحد، وأنجبت له ضمرة الذي قتل في موقعة الجسر، ولأم عمارة ولد آخر يدعى تميم يختلف كتاب السير في نسبته إلى زيد بن عاصم أم لغزية بن عمرو.

## سيرتها
كانت أم عمارة من أوائل أهل يثرب دخولاً في الإسلام، فقد كانت إحدى امرأتان بايعتا النبي محمد في بيعة العقبة الثانية. ولما هاجر النبي محمد إلى يثرب، كانت أم عمارة من المخلصات في نشر الدين، فشاركت في غزوة أحد مع زوجها غزية بن عمرو وابنيها، لتسقى الجرحى وتطبّبهم، لكنها بعد أن دارت الدائرة على المسلمين قاتلت هي وزوجها وابناها دفاعًا عن النبي محمد، وأبلت بلاء حسنًا وجُرحت ثلاثة عشر جُرحاً بين طعنة برمح أو ضربة بسيف، فدعا لهم النبي محمد أن يكونوا رفقائه في الجنة. وحين نادى النبي محمد في أصحابه صبيحة يوم أُحد للخروج لمطاردة قريش، همّت أم عمارة للخروج معهم، لكنها لم تقو على المشاركة في تلك الغزوة بعد أن أثقلتها جراح يوم أحد. وحين عاد المسلمون من تلك الغزوة، أرسل أخاها عبد الله بن كعب ليُطمئنه على أم عمارة لما أبلته من بلاء في أحد، فطمئنه على سلامتها، فسُر النبي بذلك. ثم شاركت أم عمارة بعد ذلك في غزوة بني قريظة وغزوة خيبر. وفي سنة 6 هـ، خرجت أم عمارة مع النبي محمد وألف وخمسمائة من المسلمين لأداء العمرة. وقبل أن يدخل النبي محمد وأصحابه مكة، أرسل عثمان بن عفان ليبلغ قريش أنهم جاءوا للعمرة، تأخر عثمان في العودة بالرد، فظنّ المسلمون أن عثمان قُتل، فبايعوا النبي محمد بيعة الرضوان على الموت ثأرًا لعثمان، وكان فيهم أم عمارة، وهي البيعة التي نزل فيها الوحي بقوله تعالى: ﴿لَقَدْ رَضِيَ اللَّهُ عَنِ الْمُؤْمِنِينَ إِذْ يُبَايِعُونَكَ تَحْتَ الشَّجَرَةِ فَعَلِمَ مَا فِي قُلُوبِهِمْ فَأَنْزَلَ السَّكِينَةَ عَلَيْهِمْ وَأَثَابَهُمْ فَتْحًا قَرِيبًا ۝١٨﴾ [الفتح:18]، كما قال النبي محمد عن من بايعه يومها: «لَا يَدْخُلُ النَّارَ أَحَدٌ مِمَّنْ بَايَعَ تَحْتَ الشَّجَرَةِ»، وهو الحديث الذي رواه أحمد وأبو داود والترمذي وقال عنه أنه حديث حسن صحيح، وصححه الألباني، وقد شهدت أم عمارة بعدئذ صلح الحديبية الذي عُقد بين المسلمين وأهل مكة بعد عودة عثمان. ثم حضرت مع النبي محمد عمرة القضاء في العام التالي.
وبعد فتح مكة، بلغ النبي محمد أن هوازن قد جمعت لقتاله، فقرر الخروج لقتالهم بكامل الجيش الذي فتح مكة، وكان قوامه عشرة آلاف مقاتل. تقابل الفريقان في حنين ووقع المسلمون في بداية المعركة في كمين نصبته هوازن، ففر معظم جيش المسلمين. يومئذ، وقفت أم عمارة وفي يدها سيف تصيح في الأنصار: «أيَّة عادة هذه؟! ما لكم وللفِرار؟!» ووقفت تقاتل، ثم عاد المسلمون للقتال لمّا رأوا ثبات النبي محمد في قلة معه. التحقت أم عمارة ببعث خالد بن الوليد الذي خرج لقتال بني تميم ومن بعدهم بني حنيفة ومتنبئهم مسيلمة بن حبيب الذي كان قتل ابنها حبيب ومثّل به، في حروب الردة في خلافة أبي بكر الصديق. شاركت أم عمارة ومعها ابنها عبد الله بن زيد في قتال معركة اليمامة أعتى معارك حروب الردة وأبلت فيها بلاءً حسنًا، ونجح ابنها عبد الله في الثأر لأخيه، وقتل بسيفه مسيلمة. أصيبت أم عمارة في تلك المعركة بأحد عشر جرحًا، وقُطعت يدها فبعث إليها خالد بن الوليد بطبيب كوى لها القطع بالزيت المغلي.
توفيت أم عمارة بعد معركة اليمامة بعام متأثرة بجراحها في خلافة عمر بن الخطاب، ودفنت في البقيع.

## شخصيتها
تميزت أم عمارة بالإخلاص لدينها، وشجاعتها في الذود عنه، وهو ما تجلّى من قتالها في غزوتي أحد وحنين ومعركة اليمامة، كما عُرف عنها صبرها، فعندما جاءها الخبر بمقتل ابنها حبيب على يدي مسيلمة، قالت: «لمثل هذا أعددته وعند الله احتسبته.» ومن حرصها على ابتغاء ثواب عبادتها، أتت أم عمارة النبي محمد يومًا، فقالت: «ما أرى كل شيء إلا للرجال، وما أرى النساء يذكرن بشيء؟»، فنزلت آية: ﴿إِنَّ الْمُسْلِمِينَ وَالْمُسْلِمَاتِ وَالْمُؤْمِنِينَ وَالْمُؤْمِنَاتِ وَالْقَانِتِينَ وَالْقَانِتَاتِ وَالصَّادِقِينَ وَالصَّادِقَاتِ وَالصَّابِرِينَ وَالصَّابِرَاتِ وَالْخَاشِعِينَ وَالْخَاشِعَاتِ وَالْمُتَصَدِّقِينَ وَالْمُتَصَدِّقَاتِ وَالصَّائِمِينَ وَالصَّائِمَاتِ وَالْحَافِظِينَ فُرُوجَهُمْ وَالْحَافِظَاتِ وَالذَّاكِرِينَ اللَّهَ كَثِيرًا وَالذَّاكِرَاتِ أَعَدَّ اللَّهُ لَهُمْ مَغْفِرَةً وَأَجْرًا عَظِيمًا ۝٣٥﴾ [الأحزاب:35].

## شخصيتها في السينما والتلفزة
- 1993: مسلسل الوعد الحق، أدَّى دورها الممثلة سميرة عبد العزيز.
- 2009: فلم الخوافي والقوادم في نصرة الإسلام، أدَّى دورها الممثلة رنا أبيض.
- 2010: مسلسل رايات الحق، أدَّى دورها الممثلة رنا أبيض.
- 2012: مسلسل عمر.

## وصلات خارجية
- المكتبة الإسلامية - موقع إسلام ويب